# La Vengeance de Siegfried
Pour plus de détails, voir Fiche technique et Distribution.
La Vengeance de Siegfried (Die Nibelungen) est un film allemand en deux parties de Harald Reinl, sortis en 1966 et 1967.

## Synopsis

### La Mort de Siegfried (Siegfried)
À Worms, capitale du royaume de Burgondie, Ruediger von Bechlarn, margrave de Bavière, arrive en ambassade avec Blo-edin, frère du roi Etzel (Attila en français) afin de demander la main de Kriemhild pour le roi mais elle refuse ainsi que le roi Gunther et ses frères, Gernot et Giselher. Cependant Giselher et la fille du margrave Ruediger tombent amoureux, Ruediger consent avec joie à ce mariage. Par la suite, le ménestrel Volker von Alzey, chante les exploits du héros Siegfried de Xanten. Le fils du roi Siegmund de Xanten, termine son apprentissage chez le nain Mime et forge une magnifique épée. Le jeune homme s'apprête à partir. Il apprend que le dragon Fáfnir terrorise la région et décide d'aller le défier dans sa caverne. Il le tue puis suit les conseils d'un oiseau et se baigne dans le sang du dragon qui le rend invulnérable à l'exception d'un endroit de son dos où s'est posée une feuille de frêne. Il s'aventure sur le territoire des Nibelungen et s'empare du trésor volé aux filles du Rhin par le roi des Nains, Alberich, ainsi que du heaume magique (un camail) qui lui permet de se rendre invisible en prononçant la formule magique. Siegfried se rend ensuite en Islande où il secoure la reine du pays, Brunhild, prisonnière dans un palais rendu inaccessible par le volcan. Elle tombe sous son charme et il lui promet de revenir.
Siegfried arrive chez les Burgondes et tombe amoureux de Kriemhild, sœur du roi Gunther. Cependant, il aide le roi Gunther à repousser une invasion du roi de Saxe qu'il fait prisonnier, Gunther ne peut alors plus refuser la main de Kriemhild à Siegfried. Un de ses vassaux, Hagen von Tronje, un homme en noir au casque de fer orné de plumes de corbeau fait une proposition, Siegfried épousera Kriemhild s'il aide Gunther à gagner la main de Brunhild, qui impose des épreuves à ses prétendants. Grâce à sa force et à son heaume magique, Siegfried aide Gunther à remporter les épreuves. Défaite, Brunhild est ramenée à Worms, mais résiste la nuit de noces. Là encore, Siegfried, aidé de son heaume, la maîtrise et lui enlève sa ceinture.
Siegfried a épousé Kriemhild. Entre elle et Brunhild, qui veut la considérer comme sa vassale, les choses se passent mal. Kriemhild révèle à la nouvelle reine des Burgondes le rôle joué par Siegfried. Outragée, Brunhild réclame à Gunther la mort de Siegfried. Une partie de chasse est organisée et Kriemhild, pensant protéger son époux, montre à Hagen où se trouve l'endroit vulnérable de son mari en cousant une croix sur sa tunique. Hagen indique une source d'eau fraîche à Siegfried et le frappe à son endroit vulnérable à l'aide d'un javelot. Malgré le désespoir de Kriemhild, les princes burgondes protègent Hagen. Elle jure alors qu'elle ne connaîtra pas de repos tant que le meurtrier de Siegfried ne sera pas puni.

### La Vengeance de Kriemhild (Kriemhilds Rache)
Kriemhild n'a pas pu oublier Siegfried et son lâche assassinat par Hagen von Tronje, qui reste le protégé du clan des Burgondes. Elle accouche d'un enfant conçu avec Siegfried. Elle décide également de distribuer l'or du trésor des Nibelungen, hérité de son époux, à la population. Son trésor est volé par Hagen qui le jette dans le Rhin après s'être débarrassé d'Alberich qui voulait le lui reprendre. Kriemhild prend la fuite mais son convoi est attaqué et son enfant tué. Le margrave Ruediger la sauve et lui apporte à nouveau la demande en mariage du roi Etzel, qu'elle l'accepte afin de mener sa vengeance contre Hagen qui, elle n'en doute pas, est l'instigateur de l'attaque.
Un enfant naît, nommé Ortlieb. Etzel, amoureux fou, promet alors de venger le tort fait à sa femme par les assassins de Siegfried. Pour fêter l'évènement, les Burgondes sont invités à une fête. Sur la route qui les mène de Worms jusqu'à la Hongrie où vit Etzel et sa cour, Hagen parle à des fées de l'eau qui lui révèlent qu'aucun d'entre eux ne reviendra vivant excepté le chapelain. Hagen tue alors le batelier qui ne voulait pas les laisser passer pour franchir le fleuve dans son embarcation. Les Burgondes passent mais Hagen tente du noyer le chapelain pour déjouer la prophétie mais celui-ci regagne l'autre rive sain et sauf et Hagen comprend la véracité de la prédiction qu'il révèle à ses compagnons. Ils sont accueillis en Bavière par Ruediger, beau-père de Giselher puis arrivent chez Etzel qui considère que l'hospitalité est sacrée. Kriemhild fomente alors une révolte parmi les Huns afin qu'ils attaquent Hagen la nuit mais ils renoncent. Le frère d'Etzel, Blo-edin, défie Hagen et est tué. Pendant le banquet, des Huns attaquent les Burgondes et Hagen tue Ortlieb et perd de ce fait son statut d'hôte. Il est à la merci de la vengeance d'Etzel qu'il combat mais blesse. Kriemhild accepte de laisser partir Gunther et ses proches, retranchés dans le palais, en échange de la tête de Hagen mais tous refusent.
Kriemhild ordonne de mettre le feu au palais mais plusieurs en réchappent et Etzel en appelle à Ruediger qui est tué par Giselher qu'il tue aussi malgré les pleurs de sa fille. Gernot est tué par les archers et seuls Hagen et Gunther en réchappent. Dietrich von Bern et son homme-lige, Hildebrandt vont alors les combattre et les font prisonniers. Gunther meurt des suites de ses blessures après avoir refusé de se dédire de sa fidélité envers Hagen. De rage, Kriemhild frappe Hagen avec l'épée de Siegfried avant de mourir de faiblesse et de rejoindre son époux. Volker von Alzey, le ménestrel est le seul rescapé, il était le narrateur du film depuis le début et le chroniqueur de la Chanson des Nibelungen. La dernière image nous le montre s'en allant guidé par la suivante de Kriemhild.

## Fiche technique
- Titre original : Die Nibelungen
- Titre français : La Vengeance de Siegfried ou Le Trésor des Nibelungen
- Réalisation : Harald Reinl
- Scénario : Harald Reinl, Ladislas Fodor et Harald G. Petersson
- Version française [1] : Société Parisienne de Sonorisation, adaptation : Charles Dorat
- Photographie : Ernst W. Kalinke
- Musique : Rolf A. Wilhelm
- Pays d'origine : Allemagne de l'Ouest
- Genre : mythologie
- Date de sortie : 1966 (première partie) et 1967 (deuxième partie)

## Distribution
- Uwe Beyer (VF : Michel Le Royer) : Siegfried de Xanten
- Karin Dor (VF : Lily Baron) : Brunhild d'Islande
- Rolf Henniger (VF : Michel Gatineau) : le roi Gunther de Burgondie
- Siegfried Wischnewski (VF : Claude Bertrand) : Hagen von Tronje
- Maria Marlow (VF : Lisette Lemaire) : Kriemhild
- Hans von Borsody (VF : Bernard Woringer) : Volker von Alzey, le narrateur
- Mario Girotti (VF : Jean Fontaine) : Giselher
- Fred Williams : Gernot
- Dieter Eppler (VF : René Arrieu) : Ruediger von Bechlarn
- Hilde Weissner (VF : Hélène Tossy) : reine Ute
- Benno Hoffmann (VF : Henry Djanik) : le forgeron Mime
- Skip Martin (VF : Jacques Hilling) : le roi Alberich des Nibelungen
- Herbert Lom (VF : Duncan Elliot) : Attila (en allemand : Etzel)
- Maria Hofen (VF : Germaine Kerjean) : Frigga
- Christian Rode (VF : Raymond Loyer) : Dietrich von Bern
- Samson Burke (VF : Jean-Pierre Duclos) : Blo-edin

## Autour du film
- C'est la deuxième adaptation de la Chanson des Nibelungen après Les Nibelungen (film, 1924) de Fritz Lang. Il suit à peu près le même découpage par rapport au mythe original.
- Le titre original du film, Die Niebelungen, est identique à celui du film de Fritz Lang de 1924, en référence au titre du mythe qu'il adapte. Pourtant le titre français fut La Vengeance de Siegfried, ce qui mettait l'accent sur le personnage de Siegfried bien qu'il n'apparaisse que dans la première partie et que, dans la seconde, la vengeance soit celle de Kriemhild.